# Iron-Duke-Klasse
Die Iron-Duke-Klasse war eine Klasse von vier Schlachtschiffen, die in den 1910er Jahren für die Royal Navy gebaut wurden.

## Geschichte
Die Schiffe der Iron-Duke-Klasse wurden im Rahmen des Bauprogramms von 1911 bestellt. Der Admiralität wurden fünf Entwürfe von DNC Phillip Watts vorgelegt, alle mit einem Hauptpanzergürtel von 304 mm Dicke, der sich über 110 m des Rumpfes erstreckte. Obwohl sie im Großen und Ganzen den Grundzügen der King-George-V-Klasse – einschließlich der Hauptbewaffnung – folgten, war in den Entwürfen ein deutlicher Rückschritt zu erkennen, der eine umgekehrte Mast-Schornstein-Anordnung wie bei der früheren Orion-Klasse von 1909 vorsah. Während der Ausarbeitung wurde jedoch eindringlich auf die Nachteile hingewiesen, und die Idee wurde nicht weiter verfolgt. Von den fünf Entwürfen wurde M1V genehmigt, und die Mittel für vier Schiffe dieses Typs bereitgestellt. Nach ihrer Fertigstellung besaßen sie eine etwa 2.000 Tonnen höhere Verdrängung, waren 8 m länger, 30 cm breiter und hatten einen um 15 cm größeren Tiefgang als die Schiffe der King-George-V-Klasse. Die zusätzliche Länge in dieser Klasse wurde über das Vorschiff und das Achterdeck verteilt, um einen gewissen Auftrieb gegen das Gewicht der 152-mm-Kanonen zu gewährleisten sowie die zwei 152-mm-Geschütze achtern unterzubringen. Mit den Schiffen der Iron-Duke-Klasse hielt auch die Flugabwehr Einzug in die Royal Navy. Basierend auf einer Vorkriegskonstruktion von Vickers, erhielten die Schiffe zwei 76-mm-Flugabwehrkanonen. Diese waren mit einem vertikalen Keilverschluss ausgestattet, um einen halbautomatischen Betrieb zu ermöglichen. Die Hauptbewaffnung war praktisch identisch mit der der King George V, abgesehen von der Tatsache, dass alle Schiffe mit Feuerleitrechnern versehen waren. Sie waren die ersten britischen Schlachtschiffe, die im Verhältnis zur Verdrängung den gleichen Schutz boten wie die deutsche Kaiser-Klasse, die etwa drei Jahre zuvor entwickelt worden war.

## Konstruktion

### Schiffsmaße
Die Schiffe hatten eine Gesamtlänge von 189,80 m, eine Breite von 27,40 m und einen Tiefgang von 8,99 m. Die Verdrängung lag zwischen 25.401 t und 30.030 t.

### Antrieb
Die Schiffe waren mit vier Parsons-Turbinen ausgestattet, die jeweils eine Welle antrieben und insgesamt 29.000 Shp (22.000 kW) entwickelten, mit der sie eine Höchstgeschwindigkeit von 21,2 Knoten (39,4 km/h) erreichten. Der Dampf wurde von achtzehn Yarrow- bzw. Babcock & Wilcox-Wasserrohrkesseln geliefert. Die Schiffe konnten maximal 3.302 t Kohle oder 1.066 t Heizöl mitführen, was ihnen bei 10 Knoten (19 km/h) eine Reichweite von 7.800 Seemeilen (14.446 km) ermöglichte.

### Bewaffnung
Die Hauptbewaffnung der Iron-Duke-Klasse bestand aus zehn 34,3-cm-Geschützen in fünf Zwillingsgeschütztürmen, die alle auf der Mittellinie montiert waren. Die Geschütze waren auf Mk II**-Lafetten mit einem Seitenrichtbereich von 30° bis 150° montiert. Die Kanonen selbst wogen 76 t und hatten bei einer maximalen Elevation von 20° und einer Mündungsgeschwindigkeit von 759 m/s eine Reichweite von 21.710 m. Sie verschossen 635 kg schwere Granaten mit einer Kadenz von circa 2 Schuss pro Minute. Die Kanone verschoss eine Vielzahl von Geschossen, darunter auch hochexplosive und panzerbrechende Munition. Die Geschütze wurden mit MD45-Treibladungen mit einem Gewicht von 135 kg geladen. Damit konnte die Kanone bei einer Reichweite von 9.144 m bis zu 318 mm Krupp-Zementstahl durchschlagen.
Die Sekundärbewaffnung bestand aus zwölf 15,2-cm-Geschützen, die in Kasematten im Rumpf um die vorderen Aufbauten herum montiert waren. Die Geschütze waren auf Mk-PVII-Lafetten mit einem Seitenrichtbereich von −80 bis +80 Grad montiert. Die Kanonen selbst wogen 7,5 t und hatten bei einer maximalen Elevation von 20° und einer Mündungsgeschwindigkeit von 784 m/s eine Reichweite von 13.350 m. Sie verschossen 45 kg schwere Granaten mit einer Kadenz von circa 5 bis 7 Schuss pro Minute. Die Geschütze wurden mit MD26-Treibladungen mit einem Gewicht von 10,5 kg versehen, womit die Kanone bei einer Reichweite von 2.740 m 51 mm Krupp-Zementstahl durchschlagen konnte. Zur Verteidigung gegen Torpedoboote hatte das Schiff vier 47-mm-3-Pfünder-Hotchkiss-Schnellfeuergeschütze und zur Flugabwehr zwei 76-mm-Schnellfeuergeschütze in den Aufbauten achtern. Die Kanonen hatten einen Seitenrichtbereich von 360° und ein Gewicht von 1 t. Bei einer maximalen Elevation von 45° und einer Mündungsgeschwindigkeit betrug die Reichweite 9.970 m. Die Kanone verschoss 5,67 kg schwere Granaten mit einer Kadenz von 12 bis 14 Schuss pro Minute. Zusätzlich war die Marlborough mit vier versenkten 533-mm-Torpedorohren ausgestattet, zwei auf jeder Breitseite. Sie verschoss Mk-II-Torpedos mit einem 234 kg schweren Sprengkopf. Er hatte bei einer Geschwindigkeit von 31 kn (57 km/h) eine Reichweite von 9.830 m.

### Panzerung
Die Schiffe hatten einen Panzergürtel aus Krupp-Zementstahl, der sich von der vorderen Barbette bis zur Barbette achtern erstreckte. Mittschiffs war 305 mm dick und verjüngte sich zum Bug und Heck auf 102 mm. Darüber verlief ein 203 mm dicker Plankengang über die gleiche Länge wie der Hauptgürtel. Die Barbetten waren über dem Oberdeck an den Außenflächen 254 mm und an den Innenflächen 228 mm dick. Unter dem Oberdeck verjüngten sie sich auf 203 und 101 mm. Die Geschütztürme waren rundherum mit 280 mm und auf den Dächern mit 76 mm gepanzert. Die Schiffe hatte drei gepanzerte Decks mit einer Dicke von 25 bis 65 mm.

## Schiffe der Klasse

### Iron Duke
- 12. Januar 1912 Kiellegung
- 12. Oktober 1912 Stapellauf
- 10. März 1914 Indienststellung
- März 1914–März 1919 Grand Fleet
- März 1919–März 1926 Mittelmeer-Flotte
- März 1926–Juni 1929 Atlantik-Flotte
- Juni 1929–Juli 1931 Schulschiff
- Juli 1931–Oktober 1935 Entmilitarisierung und Umbau
- Oktober 1935–September 1939 Schulschiff
- September 1939–Oktober 1939 Schwimmende Flugabwehrplattform
- Oktober 1939–August 1945 Depotschiff
- Februar 1946 zum Abwracken verkauft

### Marlborough
- 25. Januar 1912 Kiellegung
- 24. Oktober 1912 Stapellauf
- 2. Juni 1914 Indienststellung
- Juni 1914–März 1919 Grand Fleet
- März 1919–März 1926 Mittelmeer-Flotte
- März 1926–Juni 1931 Atlantik-Flotte
- 5. Juni 1931 Ausmusterung
- Juni 1932–Mai 1932 Verwendung als Zielschiff
- Mai 1932 zum Abwracken verkauft

### Benbow
- 30. Mai 1912 Kiellegung
- 12. November 1913 Stapellauf
- 7. Oktober 1914 Indienststellung
- Oktober 1914–März 1919 Grand Fleet
- März 1919–März 1926 Mittelmeer-Flotte
- März 1926–März 1929 Atlantik-Flotte
- Januar 1931 zum Abwracken verkauft

### Emperor of India
- 31. Mai 1912 Kiellegung
- 27. November 1913 Stapellauf
- 10. November 1914 Indienststellung
- Oktober 1914–März 1919 Grand Fleet
- März 1919–März 1926 Mittelmeer-Flotte
- März 1926–März 1930 Atlantik-Flotte
- März 1930–1931 Abrüstung und Verwendung als Zielschiff
- 6. Februar 1932 zum Abwracken verkauft